# Svibovec
Svibovec, također i Svibovec Toplički, naselje je u Republici Hrvatskoj, u sastavu Grada Varaždinskih Toplica, u Varaždinskoj županiji. 

## Zemljopisni položaj
Svibovec (Svibovec Toplički) naselje je 5 km istočno od Varaždinskih Toplica, smješteno na uzvisini nadmorske visine 218 metara, koju u luku zaobilazi rijeka Bednja. Nalazi se na križištu državne ceste Novi Marof - Varaždinske Toplice - Svibovec - Ludbreg i županijske ceste Svibovec - Tuhovec - Greščevina - Jalžabet - Štefanec i Svibovec - Drenovec - Ljubelj te lokalne Svibovec - Lovrentovec - Škarnik.

## Povijest
Ime je praslavenskog podrijetla od riječi svin - slavan. No, drugo moguće podrijetlo naziva naselja vezan je za vrstu grmolike biljke - svib, drijen crvene kore (Cornus stolonifera).
Poslije turskoga pustošenja u XVI. stoljeću mjesta Leskovec Toplički, Svibovec, Drenovec i Jalševec Svibovečki ostaju pusta. Da bi se mjesta naselili, zemlja se poklanja, prodaje ili daje u najam ljudima koji su bježali ispred Turaka i osiromašenom plemstvu.
Iz povijesnih izvora doznaje se da je kaštel Svobovec i trgovište Slobočinu (Svobočinu) oko 1500. godine prodao Baltazar Batthyány stariji, jajački ban, zagrebačkom biskupu Luki, a on ga dao Čazmanskom kaptolu kamo bi se kanonici sa svojom dragocjenom arhivom u slučaju potrebe sklonili pred Turcima. U popisima kraljevskog poreza za 1543. godinu navodi se i fortalicium Zwybowcz, a na preglednoj karti vlastelinstava i plemićkih posjeda u Hrvatskoj sredinom XVI. stoljeća Svibovec je u sklopu Velikokalničkog vlastelinstba
Plemeniti Belavić (Bellawich, Bellavich, Belawich) su porijeklom iz Jezerskog u bihaćkoj krajini, gdje je jedan pripadnik roda Belavić bio u XVI. stoljeću kapetan Kladuše i Podzvizda pri obrani bihaćke krajine od Turaka.
Oko današnje crkve Sveta tri kralja bio je kameni zid. Prilikom obnove crkve je srušen. U inventaru topličke tvrđave popisano je oružje i streljivo preneseno iz Svibovca, što pokazuje da je Svibovec kao kaštel bio uključen u obrambeni sustav protiv Turaka. Crkva je imala vrijedan inventar, od kojih su najzanimljiviji bili lanci i verige darovi povratnika iz turskog zarobljeništva. Sama crkva je na vrhu brijega s čvrstim tornjem na kojem su očuvane puškarnice. Do jozefinske reforme bila je kapela topličke župe sv. Martina. Barokizaciju crkve su provodili toplički župnici Ivan Travinić, Ignacije Ratko i Josip Kerkač. Župa je osamostaljena 1790. Redovna školska nastava u Svibovcu je započela s radom 1864/1865. Školska zfrada s učiteljskim stanovima izgrađena je u blizini crkve.
U razdoblju od 1943. do 1945. župnik župe Sveta Tri kralja je Josip Lesjak iz Pribislavca u Međimurju. Njega partizani u proljeće 1945. odvode i od onda mu se gubi svaki trag. Roditelji su mu pokopani na uništenome groblju u Svibovcu. 
Mještanin Svibovca, Andrija Novosel, osuđen je 1945. na kaznu smrti strijeljanjem samo zbog, kako u presudi piše, prodaje krumpira domobranima i oružnicima u Varaždinskim Toplicama. Kako je imao bogato imanje, poslije pogubljenja cijela imovina mu je zapljenena te su je dobili neki novi pridošli podobnici. Neki mještani Svibovca, Leskovca, Drenovca i Jalševca osuđivani su samo temeljem iskaza nekoga neimenovanoga svjedoka, a presuda je često završavala zapljenom cjelokupne imovine osuđenika.
Po nalogu vlasti iz Novoga Marofa od 1960. godine gradi se nova školska zgrada i to na najstarijemu dijelu groblja. Staro groblje u potpunosti je uništeno radi gradnje školske zgrade. Vlasti iz Novoga Marofa nisu marili za očuvanje jednoga staroga groblja.
Školska zgrada izgrađena je 1966. godine. Ostatci groblja vidljivi su na potezu niz padinu od crkve prema raskrižju puta za Leskovec, Jalševec i Drenovec.
U rujnu 2009. otkriveno je spomen obilježje poginulim braniteljima Domovinskoga rata s popisom poginulih iz župe Sveta tri kralja (Svibovec, Leskovec, Jalševec, Drenovec).
Dana 25. rujna 2022. na groblju u Svibovcu pokopani su ostatci 72 žrtve (71 muškarac i jedna žena, u prosjeku između 20 i 40 godina) koje su jugoslavenski partizani 29. rujna 1943. mučili i poubijali bez suđenja, te zakopali na više mjesta u Varaždinskim Toplicama i okolnim mjestima. Posmrtni ostatci ekshumirani su od 11. do 17. studenoga 2014. u šumi Jakšenici u Leskovcu. Antropološkom obradom na 37 lubanja utvrđene su ozljede koje ukazuju na nasilnu smrt.

### Župnici župe sv. Tri kralja u Svibovcu od 1790. do danas
Župa je osnovana 1790. godine za vrijeme pape Pia VI., dok je na zagrebačkoj biskupskoj stolici bio Maksimilijan Vrhovac, a protonotar i kanonik doktor teologije Mirko Raffay. 
Popis župnika župe sveta Tri kralja u Svibovcu:  
| Razdoblje                      | Ime svećenika                                  |
| 1. I. 1790. – 04. IV. 1801.    | Mathias Suchich, župnik                        |
| 5. IV. 1801. – 31. XII. 1819.  | Thomas Androchecz, župnik                      |
| 1. I. 1820. – 27. XI. 1853.    | Andreas Fillipchich, župnik                    |
| __. XII. 1853. – 13. II. 1854. | Franjo Požeg, upravitelj župe                  |
| 25. II. 1854. - __. III. 1856. | Věkoslav Sekovanić, župnik                     |
| __. IV. 1856. - __. X. 1878.   | Josip Müller, župnik                           |
| __. X. 1878. - __. XII. 1878.  | Ignacij Vukmanić, privremeni upraviteljh župe  |
| 1. I. 1879. - __. II. 1890.    | Ante Vörös, župnik                             |
| __. II. 1890. - __. I. 1904.   | Franjo Štefan, župnik                          |
| __. II. 1904. - __. II. 1925.  | Josip Barberić, župnik                         |
| __. II. 1925. - __. X. 1932.   | Josip Hajduković, župnik                       |
| __. X. 1932. – 17. IV. 1945.   | Josip Lesjak, župnik (ubijen od strane OZNA-e) |
| 17. IV. 1945. – 27. VII. 1945. | Marko Sagaj i Josip Potočnik                   |
| 28. VII. 1945. – 1988.         | Stjepan Ivek, župnik                           |
| 1988. - do danas               | Juraj Kopjar, župnik                           |

## Stanovništvo
Prema popisu stanovništva iz 2001. godine, naselje je imalo 336 stanovnika te 103 obiteljskih kućanstava.
| broj stanovnika | 365   | 384   | 452   | 510   | 501   | 508   | 452   | 448   | 472   | 454   | 424   | 465   | 393   | 366   | 336   | 302   | 233   |
|                 | 1857. | 1869. | 1880. | 1890. | 1900. | 1910. | 1921. | 1931. | 1948. | 1953. | 1961. | 1971. | 1981. | 1991. | 2001. | 2011. | 2021. |